# 蓬蒂阿尔塔
蓬蒂阿尔塔是巴西圣卡塔琳娜州的一个市镇。总面积566.754平方公里，总人口5475人，人口密度9.7人/平方公里。